# 28156 McColl
28156 McColl è un asteroide della fascia principale. Scoperto nel 1998, presenta un'orbita caratterizzata da un semiasse maggiore pari a 2,9951677 UA e da un'eccentricità di 0,1377538, inclinata di 9,54132° rispetto all'eclittica.